# Camiling
Camiling est une localité de la province de Tarlac, aux Philippines. En 2015, elle compte 83 248 habitants.